# گروه جابابیکا
گروه جابابیکا (انگلیسی: Jababeka Group) شرکت املاک اندونزیایی است، که در سال ۱۹۸۹ تأسیس شد.